# فرودگاه بین‌المللی آرتور ناپلئون ریموند رابینسون
فرودگاه بین‌المللی آرتور ناپلئون ریموند رابینسون (به انگلیسی: Arthur Napoleon Raymond Robinson International Airport) یک فرودگاه همگانی بین‌المللی با کد یاتا TAB است که یک باند فرود آسفالت دارد. این فرودگاه در شهر اسکاربارو، توباگو کشور ترینیداد و توباگو قرار دارد.